# Andrea De Paoli
Andrea De Paoli (Savona, 13 marzo 1976) è un tastierista e produttore discografico italiano.

## Biografia
Tastierista dei Labyrinth dal 1998 al 2015, ha militato anche nei Vision Divine dal 1998 al 2002.  
Nel 2008 partecipa come tastierista guest a King Of Balance, A Rockwalk Through The Toto Years , album tributo ai Toto che vede la partecipazione - tra gli altri-  di membri di Dokken, Matia Bazar, Spagna,  Vasco Rossi, Whitesnake, Eagles, Huey Lewis and The News.
Nel 2013 esce Chaos Venture 1.0, album sperimentale progressive metal a cui collaborano musicisti italiani e stranieri come l'ex tastierista dei Dream Theater Kevin Moore, l'ex batterista dei Fates Warning Mark Zonder ed il tastierista Richard Barbieri.
Nel 2016 partecipa come tastierista Guest al VIVALDI METAL PROJECT ‘The Four Seasons’ (2016), opera metal con membri di Yngwie Malmsteen, Bruce Dickinson, Savatage, James LaBrie, Testament, Royal Hunt, Symphony X, Rhapsody of Fire, Trans-Siberian Orchestra, Kamelot e altri.
Nel 2018 cura l'arrangiamento del brano di Stefano Sani  "Liberi di vivere" per la trasmissione "Ora o mai più" condotta da Amadeus su Rai 1.
Dal 2018 è Direttore del Corso di Sintetizzatori e Musica Elettronica MKI Modernkeyboards del gruppo MMI.
Dal 2019 pubblica singoli di musica elettronica retrowave denominati serie Synth Action '80.
Nel 2021 pubblica libro sui sintetizzatori e la musica elettronica "La fabbrica del suono".

## Libri
- 2021 - "La fabbrica del suono", Dantone Edizioni e Musica.

## Discografia

### Con i Labyrinth
- 1998 - Return to Heaven Denied
- 1999 - Timeless Crime
- 2000 - Sons of Thunder
- 2003 - Labyrinth
- 2005 - Freeman
- 2007 - 6 Days to Nowhere (Scarlet Records)
- 2010 - Return to Heaven Denied, Pt. 2 - A Midnight Autumn Dream (Scarlet Records)

### Con i Vision Divine
- 1999 – Vision Divine
- 2002 – Send Me an Angel

### Con Tony Liotta
- 2015 - Hot Potato

### Con Simone Fiorletta
- 2007 - My Secret Diary (Lion Music)
- 2009 - When Reality Is Nothing

### Con gli Shadows of Steel
- 1997 - Shadows of Steel (Underground Symphony)
- 1998 - Twilight (Underground Symphony)
- 2013 - Crown Of Steel (Underground Symphony)

### Con i No Gravity
- 2011 - Worlds In Collision (Lion Music)

### Con gli Amazing Maze
- 2007 - Amazing Maze

### Con i Chaos Venture
- 2013 - Chaos Venture 1.0 (Underground Symphony)

### Con i Maze Of Heaven
- 2017 - Dreams (Singolo, AUSR Digital)
- 2018 - Heavy Metal Bastet (Singolo, AUSR Digital)

### Con il progetto Synth Action 80
- 2019 - Arcadecade (Singolo, AUSR Digital)
- 2019 - California Warriors (Singolo, AUSR Digital)
- 2019 - Laika (Singolo, AUSR Digital)
- 2020 - Italian Phoenix (Singolo, AUSR Digital)

### Con i Soul Of Steel
- 2019 - Rebirth (Revalve Records)[9]